# إرنست بول
إرنست بول (بالفرنسية: Ernest Paul)‏ مواليد 5 ديسمبر 1881 في فرنسا - الوفاة 9 سبتمبر 1964 في فرنسا، كان دراج فرنسي في صنف سباق الدراجات على الطريق.

## سجل النتائج

### سباقات أو مراحل فاز بها
- طواف فرنسا

## وصلات خارجية
- الموقع الرسمي

## روابط خارجية
- إرنست بول على موقع أرشيف الدراجات (الإنجليزية)
- إرنست بول على موقع إحصائيات الدراجات الإحترافية (الإنجليزية)